# Гесен
Гесен (нім. Heeßen) — громада в Німеччині, розташована в землі Нижня Саксонія. Входить до складу району Шаумбург. Складова частина об'єднання громад Айльзен.
Площа — 1,9 км2. Населення становить 1419 ос. (станом на 31 грудня 2021).